# Réseau Bernstein
Le Réseau Bernstein (nom officiel : Réseau national de Bernstein Computational Neuroscience, bref NNCN) est un réseau de recherche allemand, qui a commencé en 2004 comme une initiative de financement du Ministère fédéral de l'Éducation et de la Recherche (Allemagne) (BMBF). Le but de cette initiative a été la création à long terme de la discipline de la recherche sur les neurosciences computationnelles en Allemagne. Dans le cadre de la stratégie high-tech du gouvernement allemand, le Réseau Bernstein a été soutenu avec un total, jusqu’à présent, d'environ 170 000 000 €. Le réseau comprend plus de 200 groupes de recherche dans plus de 25 sites dans tout le pays,. Les groupes de recherche sont situés dans les universités et les instituts de recherche extra-universitaires (Fraunhofer, Helmholtz, Leibniz et les instituts Max Planck). Avec l’aide d'un financement initial BMBF, 22 nouvelles chaires dans le domaine des neurosciences computationnelles ont été mises en place dans les universités allemandes dans le cadre du Réseau Bernstein, qui sont poursuivies en permanence par les États fédéraux. 
En collaboration avec plus de vingt partenaires de l'industrie, les membres scientifiques du réseau Bernstein développent des applications biomédicales ou technologiques spécifiques (par exemple l'Interface cerveau-ordinateur, implant rétinien, implant cochléaire, prothèse, systèmes d'assistance à la conduite, chips neuromorphiques). En outre, ils explorent de nouvelles méthodes de diagnostic, les approches thérapeutiques, ou des outils pour les maladies neurologiques ou psychiatriques, en collaboration avec des chercheurs cliniques (par exemple, l'épilepsie, les acouphènes, la sclérose latérale amyotrophique, la maladie de Parkinson, accident vasculaire cérébral, la dépression, la schizophrénie). Les membres scientifiques du réseau participent à des programmes et des cours étude.
Le réseau tient son nom du physiologiste allemand Julius Bernstein (1839-1917). Son « hypothèse de la membrane » constitue la première explication biophysique de la façon dont les cellules nerveuses transmettent et traitent l'information par les courants électriques. Avec sa description mathématique, il a également ouvert la voie à simuler par ordinateur les processus neuronaux du cerveau.